# Hrotnatci
Hrotnatci (Merostomata) je kdysi bohatá, ale dnes již téměř vymřelá třída mořských členovců, dobře známá z paleontologických nálezů. Zahrnuje 4 žijící druhy patřících do řádu ostrorepi, přezdívaném také „živoucí fosílie“.

## Charakteristika
Svůj název hrotnatci dostali podle výběžku tvaru hrotu, jenž jim vyrůstá ze zadní části těla. Největší dosud žijící zástupci mohou měřit až 60 cm. 
Jejich tělo se skládá ze dvou tagmat – z hlavohrudi s párem jednoduchých a složených očí a šesti páry končetin (první pár tvoří chelicery), a ze zadečku; dlouhý hrot na konci má obrannou a stabilizační funkci.
Zástupci prvohorního řádu, tzv. kyjonožci (eurypteridi), dorůstali délky přes 2,5 metru a jsou tak největšími známými členovci vůbec. Tělo hrotnatců je kryto silným pancířem, který poskytuje dobrou ochranu, ale ztěžuje pohyb. V současné době jsou v mnoha zemích chráněni, přesto jsou však například v Thajsku považování za chutnou lahůdku.
Žijí při pobřeží tropických moří.

## Recentní druhy
- Limulus polyphemus – ostrorep americký – největší druh
- Tachypleus tridentatus – ostrorep východoasijský – japonské pobřeží
- Tachypleus gigas – ostrorep velký – indický druh
- Carcinoscorpius rotundicauda – ostrorep kruhoocasý – indický druh

## Využití
Krev ostrorepa amerického se využívá v medicíně k určení pyrogenity látky (test LAL). Tato metoda je velmi citlivá, v případě přítomnosti nebezpečné látky se totiž krev srazí v gel. Ostrorepi tímto způsobem kompenzují svůj jinak primitivní imunitní systém. Dříve byl také využíván ke krmení hospodářských zvířat.